# 박정욱 (1894년)
박정욱(朴晶昱, 일본식 이름: 靑木晶昱, 1894년 10월 19일 ~ ?)은 일제강점기의 관료이다.

## 생애
전라남도 완도군 출신이다. 1916년에 수원고등농림학교를 졸업하고 판임관견습시험에 합격하여 조선총독부 관리가 되었다. 당시 전라남도에 속해 있던 제주도 지역에서 판임관 견습으로 관리 생활을 시작하였다.
1917년에는 군서기로 승진하여 제주군에서 근무하다가 고향인 완도군 서기를 거쳐 영암군과 광주군에서 군서기로 일했다. 1931년에 함평군 서무계 주임으로 승진한데 이어 그해 다시 총독부 군수로 승진하여 화순군 군수로 발령받았다.
화순군수로 재직 중이던 1935년에 총독부가 편찬한 《조선공로자명감》에 조선인 공로자 353명 중 한 명으로 수록되어 있다. 이 책자에는 지방관리로서 최적임자라는 인물평도 실려 있다. 일본 정부로부터 훈6등 서보장을 수여받는 등, 화순군에 이어 장성군에 군수로 발령받아 재직 중이던 1941년을 기준으로 정6위 훈6등에 서위되어 있었다.
2008년 공개된 민족문제연구소의 친일인명사전 수록예정자 명단 중 관료 부문에 포함되었다.

## 참고자료
- 박정욱(朴晶昱) - 국사편찬위원회